# Odd
Odd es el cuarto álbum de estudio (séptimo en general) de la boyband surcoreana SHINee. Fue lanzado en formato digital y físico el 18 de mayo de 2015. El álbum reenvasado, Married to the Music fue lanzado el 3 de agosto de 2015 con cuatro canciones adicionales.

## Antecedentes y lanzamiento

### Odd
SHINee trabajó junto al director Min Hee Jin quien ha estado con ellos desde su debut y es conocido por sus teasers visualmente impactantes. El estilo de ropa para el concepto de álbumes del deporte un ambiente cómodo y refrescante, viendo los méritos de camisetas sueltas y pantalones cortos de algodón más probables para que coincida con el ambiente R&B. Rompiendo con su coreografía potente y precisa, la coreografía de "View", que fue coreografiada por Ian Eastwood, trae consigo un estilo groove, y muestran la fuerza de trabajo en equipo y el interior de un experimentado grupo de 7 años.
Cuarto álbum de larga duración de SHINee, fue digitalmente y físicamente lanzado el 18 de mayo de 2015 y es el primer grupo coreano lanzado después de un todo hiato. El 21 de mayo, el grupo comenzó sus promociones para el título canción "View" en los espectáculos de música, a partir del programa de Mnet M! Countdown y seguido de Music Bank de KBS, Show Music Core e Inkigayo de SBS. Como parte de la promoción, los miembros del grupo también guested en varios programas de variedad como Hello Counselor, Saturday Night Live Korea y Non-Summit. También apareció uno de los miembros Jonghyun en el programa de radio, Blue Night. "Odd" también marca el 7º aniversario del debut de SHINee por lo tanto es más significativo para el grupo. El líder del grupo Onew dijo: 

"Estamos centrados en conectarnos con nuestros fanáticos con este álbum, crecimos con ellos, y quisimos una oportunidad de verdaderamente ser sus amigos y compartir nuestras actuaciones con ustedes".

Odd contiene un total de once canciones - Odd Eye, Love Sick, View, Romance, Trigger, Farewell My Love, An Ode To You, Alive, Woof Woof, Black Hole y An Encore. El álbum incluye canciones producidas por equipos de productores internacionales The Stereotypes y The Underdogs. Grupos británicos LDN (Londres) Noise, G'harah "PK" Degeddingseze, Kenzie, y Steven Lee. "View" es una canción optimista del género deep-house, producido por el equipo inglés Noise LDN. Se ha descrito para tener un "refinado y sensual" sonido, expresando la belleza del amor como una "mezcla de sentidos diversos". El miembro de SHINee Jonghyun escribió la letra de la canción. Minho un miembro del grupo hace diferente a lo que tiene el grupo declaró que estaba preocupado por el nuevo concepto puesto que es antes de: 

"El estilo musical es diferente a lo que SHINee tiene hace antes, que explica el título. Estoy medio preocupado y entusiasmado. Como que el nuevo álbum es un nuevo esfuerzo, quiero escuchar a personas decir que es buena."

Después de su lanzamiento, "Odd" debutó en el N.º 9 en Billboard Heatseekers Albums Chart y N°1 en Billboard World Albums Chart y vendió 2.000 copias en los Estados Unidos. El álbum también entró en el Billboard World Albums como Top 10 por tres semanas consecutivas desde el lanzamiento del álbum.  El vídeo musical de "View" fue el vídeo más visto de música K-Pop en el mundo para el mes de mayo. Tras el éxito del álbum, SHINee también fueron escogidos para convertirse en los nuevos modelos de Shilla Duty Free por un año. A partir de junio de 2015 el álbum ha vendido más de 165.000 copias, en Gaon Chart estuvieron en el ranking N°1 durante un mes.

### Married to the Music
El 29 de julio, el álbum reenvasado "Married to the Music" fue anunciado para ser lanzado el 3 de agosto con 4 canciones adicionales: Married to the Music, Savior, Hold You y Chocolate. Married to the Music se describe como un divertido disco y es la obra Noise de LDN, Kenzie, The Stereotypes y Deez.U. Savior por Kenzie se caracteriza con letras modernas y sensuales. Hold You es una canción de R&B que es producida por The Stereotypes y Deez. Chocolate es un tema de R&B de medio tempo y está escrito por miembro del grupo Jonghyun y Yankie. Es descrito como una encantadora historia de amor de mujer que es dulce como el chocolate. La coreografía de la canción, Married to the Music, es obra de Greg S. Hwang y Tony Testa. El video musical fue lanzado el mismo día que el álbum. Jeff Benjamin de Billboard describe la canción como viaje de "a de diferentes géneros, con lo que inicialmente suena como un sonido de beatbox-heavy, hip-hop antes de los bancos a un ritmo electrónico sexy, animoso en los versos hasta llegar a un estribillo inspirado funk que mezcla en ráfagas de cuerno, rasgueos de guitarra maravilloso y las clásicas harmonías de la boyband". 

El vídeo musical es un poco película de terror con un pequeño campamento de Rocky Horror Picture Show-esque arrojado como los chicos un partido macabro con radiactivo bebidas whiel un mujer sin rostro [...] encuentra maneras para robar la partes del cuerpo de los chicos por lanzar un cuchillo a través del cuello de Key, recogida de labios de Jonghyun por un beso y tal. Todos el bullicioso cuerpo-arrebatar se empalma hasta con escenas de los chicos, como siempre buena coreografía — Jeff Benjamin describiendo el vídeo.

 También explica la razón detrás del concepto para el álbum diciendo que los fanáticos internacionales podrían confundirse con un Halloween como concepto para un lanzamiento del verano pero el grupo realmente cumple con la tradición de Corea del Sur a películas de terror en el calor del verano. Un conocimiento común es que en el país la temperatura corporal de esa una persona se refresca mirando el género, por lo que para hacer frente a la sofocante temperatura tiempo ideal de Corea del Sur es ver una película de miedo en el verano. El quinteto de cumple la tradición con su propia toma en un misterio de asesinato.

## Recepción
| Fuente    | Calificación |
| --------- | ------------ |
| Billboard | [ 24 ]       |

"Odd" también fue seleccionado como uno de "MTV IGGY 25 Mejor Primer Álbum de 2015", elogiando el "experimentio y probando varios viejos y nuevos sonidos, dando por resultado un álbum evolucionado y fresco". El título canción "View" obtiene respuesta positiva, describiéndolo  "La canción nos engaña en pensar es una balada y en un tiempo antes de llegar a su pico de tecno en el coro."
Críticos de la música pop de Melon han elegido "Odd" de SHINee como el mejor álbum de 2015, alabando las habilidades vocales de los miembros y afirmando: "Shinee realizó una muestra ejemplar de su trabajo, es un placer escucharlos y una alegría verlos una vez más" .
Jeff Benjamin de Billboard alaba la canción del título, afirmando que: "A pesar de que cuenta con onda completamente diferente, "View no es diferente a "Everybody" ambos tienen las mismas estructuras de estribillo repetitivo, pero este último tira montones de música electrónica en el estribillo mientras "View" mantiene su instrumentación muy simple. Por ir en contra de lo que se espera, SHINee realmente termina tomando más de un riesgo por hacer menos y paga generosamente." Odd Eye también recibe alabanza, que está escrita y compuesto por Jonghyun, Benjamin afirma el grupo "Regresa al lado R&B de SHINee con voces plumadas, armonías apretados y aullidos de falsete del miembro Onew actuando una pieza central a este abrelatas ranurado. Pero también criticó algunas de las canciones del álbum como An Ode to You, diciendo que los riffs de la guitarra eléctrica de "Son innecesarios se, añaden a la mezcla que ensucia la producción pura." 'Black Hole también es criticado diciendo que: "No es sólo la canción más corta del álbum, sino también uno de los más olvidables." En general, se le da al álbum de 3,5 estrellas de 5.
"Odd" también fue nominado como uno de los "discos de gloria" por la revista Arena Home+ . SHINee fue el único grupo ídolo en esta lista. Kim Yunha, crítico musical de Arena Homme+ escribe: 

"K-pop, cautivando el género pop por años, puede parecer que está en su viaje para encontrar el "pop real" en la industria de la música que han sido definidas como cualquier baladas o música de baile de un vistazo. Si está de acuerdo en esta idea, Shinee es definitivamente un favorito que conduce este movimiento. Cada vez, sin ningún temor, han puertas totalmente nuevos de niveles y después de haber alcanzado el límite de ser un humano con "Everybody" lo que han llegado a es un mundo sin estado de Shinee. Siguen bailando y cantando en un lugar donde nadie se atreve a codiciar.

## Lista de canciones
Créditos adaptados de la página oficial.
- Edición Estándar

| Odd   |                                    |                             |                                                                       |                             |          |  |
| N.º   | Título                             | Letras                      | Música                                                                | Escritor(es)                | Duración |  |
| 1.    | «Odd Eye»                          | Kim Jonghyun                | Kim Jonghyun, Jonathan Yip, Jeremy Reeves, Ray Romulus, Ray McCullugh | Kim Jonghyun                | 3:21     |  |
| 2.    | «Love Sick»                        | Kenzie                      | Kenzie, The Underdogs, Mike Daley, Dewain Whitmore                    | Kenzie                      | 3:20     |  |
| 3.    | «View»                             | Kim Jonghyun                | LDN Noise, Ryan S. Jhun, Adrian McKinnon                              | Kim Jonghyun                | 3:10     |  |
| 4.    | «Romance»                          | Kim In Hyeong (Jam Factory) | Andreas Öberg, Maria Marcus, Gustav Karlstrom                         | Kim In Hyeong (Jam Factory) | 3:36     |  |
| 5.    | «Trigger»                          | Kenzie                      | Kenzie, Deez, Rodnae "Chikk" Bell                                     | Kenzie                      | 4:01     |  |
| 6.    | «이별의 길 (Farewell My Love)»     | 1월 8일 (Jam Factory)       | Steven Lee, Jimmy Richard, G'harah "PK" Degeddingseze                 | 1월 8일 (Jam Factory)       | 4:00     |  |
| 7.    | «너의 노래가 되어 (An Ode To You)» | Kim Hyun Woo (CLEF CREW)    | Kim Hyun Woo & Kim Du Hyeong of CLEF CREW                             | Kim Hyun Woo (CLEF CREW)    | 4:17     |  |
| 8.    | «Alive»                            | MC Meta                     | The Underdogs, Darius Logan & Dominique Logan                         | MC Meta                     | 3:05     |  |
| 9.    | «Woof Woof»                        | Kim In Hyeong (Jam Factory) | Will Simms, DWB                                                       | Kim In Hyeong (Jam Factory) | 3:16     |  |
| 10.   | «Black Hole»                       | Kim Min Jeong               | Albi Albertsson, Andreas Öberg, Andreas Carlsson                      | Kim Min Jeong               | 2:52     |  |
| 11.   | «재연 (An Encore)»                 | Kim Jin Hwan                | Kim Jin Hwan                                                          | Kim Jin Hwan                | 4:04     |  |
| 39:02 |                                    |                             |                                                                       |                             |          |  |

- Álbum reenvasado

| Married to the Music |                                    |                             |                                                                       |                             |          |  |
| N.º                  | Título                             | Letras                      | Música                                                                | Escritor(es)                | Duración |  |
| 1.                   | «Married to the Music»             | Kim Min Jung, Kim Bu Min    | LDN Noise, Zak Waters, Adrian McKinnon, Ryan S. Jhun                  | Kim Min Jung, Kim Bu Min    | 3:35     |  |
| 2.                   | «Savior»                           | Kenzie                      | Kenzie, Zak Waters, Alex De Leon                                      | Kenzie                      | 3:54     |  |
| 3.                   | «Odd Eye»                          | Kim Jonghyun                | Kim Jonghyun, Jonathan Yip, Jeremy Reeves, Ray Romulus, Ray McCullugh | Kim Jonghyun                | 3:10     |  |
| 4.                   | «Love Sick»                        | Kenzie                      | Kenzie, The Underdogs, Mike Daley, Dewain Whitmore                    | Kenzie                      | 3:20     |  |
| 5.                   | «View»                             | Kim Jonghyun                | LDN Noise, Ryan S. Jhun, Adrian McKinnon                              | Kim Jonghyun                | 3:10     |  |
| 6.                   | «Romance»                          | Kim In Hyeong (Jam Factory) | Andreas Öberg, Maria Marcus, Gustav Karlstrom                         | Kim In Hyeong (Jam Factory) | 3:36     |  |
| 7.                   | «Trigger»                          | Kenzie                      | Kenzie, Deez, Rodnae "Chikk" Bell                                     | Kenzie                      | 4:01     |  |
| 8.                   | «이별의 길 (Farewell My Love)»     | 1월 8일 (Jam Factory)       | Steven Lee, Jimmy Richard, G'harah "PK" Degeddingseze                 | 1월 8일 (Jam Factory)       | 4:00     |  |
| 9.                   | «너의 노래가 되어 (An Ode To You)» | Kim Hyun Woo (CLEF CREW)    | Kim Hyun Woo & Kim Du Hyeong of CLEF CREW                             | Kim Hyun Woo (CLEF CREW)    | 4:17     |  |
| 10.                  | «Hold You»                         | Dong Hyun Kim               | The Stereotypes and Deez, Dong Hyun Kim, Kye Bum Joo                  | Dong Hyun Kim               | 3:38     |  |
| 11.                  | «Alive»                            | MC Meta                     | The Underdogs, Darius Logan & Dominique Logan                         | MC Meta                     | 3:05     |  |
| 12.                  | «Woof Woof»                        | Kim In Hyeong (Jam Factory) | Will Simms, DWB                                                       | Kim In Hyeong (Jam Factory) | 3:16     |  |
| 13.                  | «Chocolate»                        | Kim Jonghyun, Yankie        | Andreas Oberg, Simon Janlöv                                           | Kim Jonghyun, Yankie        | 4:12     |  |
| 14.                  | «Black Hole»                       | Kim Min Jeong               | Albi Albertsson, Andreas Öberg, Andreas Carlsson                      | Kim Min Jeong               | 2:52     |  |
| 15.                  | «재연 (An Encore)»                 | Kim Jin Hwan                | Kim Jin Hwan                                                          | Kim Jin Hwan                | 4:04     |  |
| 53:51                |                                    |                             |                                                                       |                             |          |  |

※ Los títulos marcados con negrita son nuevas canciones añadidas al álbum reenvasado.

## Premios de programas de música
| Canción                | Programa                  | Fecha                |
| ---------------------- | ------------------------- | -------------------- |
| "View"                 | Show Champion (MBC Music) | 27 de mayo de 2015   |
| "View"                 | M! Countdown (Mnet)       | 28 de mayo de 2015   |
| "View"                 | M! Countdown (Mnet)       | 4 de junio de 2015   |
| "View"                 | Music Bank (KBS)          | 29 de mayo de 2015   |
| "View"                 | Music Bank (KBS)          | 5 de junio de 2015   |
| "View"                 | The Music Trend (SBS)     | 31 de mayo de 2015   |
| "View"                 | The Music Trend (SBS)     | 7 de junio de 2015   |
| "View"                 | Show! Music Core (MBC)    | 6 de junio de 2015   |
| "View"                 | The Show (SBS MTV)        | 9 de junio de 2015   |
| "Married to the Music" | Show Champion (MBC Music) | 12 de agosto de 2015 |
| "Married to the Music" | Music Bank (KBS)          | 14 de agosto de 2015 |

## Historial de lanzamiento
| Región        | Fecha               | Formato              | Discográfica                 |
| ------------- | ------------------- | -------------------- | ---------------------------- |
| Todo el mundo | 18 de mayo de 2015  | Descarga digital     | S.M. Entertainment           |
| Corea del Sur | 18 de mayo de 2015  | CD, descarga digital | S.M. Entertainment, KT Music |
| Japón         | 10 de julio de 2015 | CD, descarga digital | Avex Taiwan                  |